# إيرول تومسون (ملحن)
إيرول تومسون (بالإنجليزية: Errol Thompson)‏ هو مهندس ومهندس الصوت ومنتج أسطوانات وملحن جامايكي، ولد في 29 ديسمبر 1948 في كينغستون في جامايكا، وتوفي بنفس المكان في 13 نوفمبر 2004 بسبب سكتة.

## وصلات خارجية
- إيرول تومسون على موقع ميوزك برينز (الإنجليزية)
- إيرول تومسون على موقع ديسكوغز (الإنجليزية)